# Agustín Miranda
Agustín Miranda (1930) és un exfutbolista paraguaià.

## Selecció del Paraguai
Va formar part de l'equip paraguaià a la Copa del Món de 1958.